# Сърнели
Сърнелите (Macrolepiota) са род, който се състои от видове гуглести базидиеви гъби чиито плодни тела са характерно чадърести и с очевидно по-големи размери от тези на гъбите от род Сърнелка (Lepiota) с които били групирани таксономически заедно.
Основните белези на отделните видове сърнели са чадърести гугли покрити с концентрични кръгове от кафяви бразди (люспи), бели пластинки свободни от дългото стъбло и бял споров прашец. Също характерно за видовете е появата на пръстенче около стъблото след разтварянето на гуглата (при някои видове то може да се разпадне и да остави стъблото голо.) При остарелите екземпляри то е подвижно.

## Основни видове
„Сърнела“ най-често се използва за наименование на Macrolepiota procera и дава името си на рода.
Сърнелите най-разпространени в България и Европа са:
- Полска сърнела (Macrolepiota excoriata)
- Елегантна сърнела (M. mastoidea)
- Обикновена сърнела (M. procera)
- Червеникава сърнела (M. rhacodes)

И четирите вида сърнели са ядливи гъби като най-добре позната е именно сърнелата, M. procera. Червеникавата сърнела е слабо отровна и предизвиква стомашно разстройство ако се консумира прясна и недобре сготвена.